# 原來有愛
原來有愛是香港女歌手譚嘉儀的單曲，亦是無綫電視劇集《降魔的2.0》的插曲，在《降魔的2.0》中多次出現，歌曲派台後成為勁歌金榜冠軍歌。

## 簡介
歌曲是無綫電視劇集《降魔的2.0》的插曲，亦是海魔（譚凱琪 飾）經常唱的歌，被視為海魔之歌。歌曲由於《降魔的2.0》中飾演精靈「莉莉」的譚嘉儀演唱。歌曲在網上推出不足一個月，點擊量已經超過一百萬，累計點擊率達340萬，並在網上下載平台都得到多個冠軍，譚嘉儀於劇集播映大結局後邀請於劇中飾演「啤啤」的劉佩玥一起合唱，該版本點擊率亦達280萬。

## 曲目
| 曲序     | 曲目     |          | 作曲     | 编曲     | 製作人         | 时长 |
| -------- | -------- | -------- | -------- | -------- | -------------- | ---- |
| 1.       | 原來有愛 | 張美賢   | 張家誠   | 張家誠   | 何哲圖／朱俊傑 | 3:30 |
| 总时长： | 总时长： | 总时长： | 总时长： | 总时长： | 总时长：       | 3:30 |

## 音樂錄影帶
音樂影片特別找來兩位小演員演出，彷似跟大家一起翻開童話書，感受愛的力量。作曲人張家誠特別寫出這首很有音樂劇感覺的歌曲，浪漫的旋律，配上嘉儀甜蜜的演繹，充滿童話感覺。
其中演出的小女孩更是譚嘉儀親姐的女兒「芊穎」，早在兒童時期已經曾在譚嘉儀另一條音樂影片《陪着你走》中出現。

## 電台派台成績

### 香港
| 週榜單（2020年） | 最高 名次 |
| ---------------- | --------- |
| 勁歌金榜         | 1         |

### 其他
| 地區   | 榜單                        | 最高排名 |
| ------ | --------------------------- | -------- |
| 加拿大 | 加拿大至 HIT 中文歌曲排行榜 | 17       |

## 獎項及提名
| 年份   | 頒獎典禮                 | 獎項             | 結果 |
| ------ | ------------------------ | ---------------- | ---- |
| 2020年 | 萬千星輝頒獎典禮2020     | 最受歡迎電視歌曲 | 提名 |
| 2020年 | 2020年度勁歌金曲頒獎典禮 | 勁歌金曲獎       | 獲獎 |